# Abaliget
Abaliget (hongrois : Abaliget [ˈɒbɒliɡɛt] ; allemand : Abaling) est une localité hongroise située dans le comitat de Baranya. Abaliget est située en Transdanubie, dans la partie occidentale du massif du Mecsek, à environ 15 kilomètres au nord-ouest de Pécs, 5 kilomètres à l'ouest-sud-ouest d'Orfű et 5 kilomètres à l'est d'Okorvölgy. La région environnante est en grande partie classée en zone de protection naturelle, offrant un cadre préservé et riche en biodiversité.

## Nom et attributs

### Toponymie
Au XIe siècle, elle fut fondée par la famille Aba. La première mention écrite du village remonte à 1332, sous le nom d'Abaligete. Selon certaines hypothèses, le nom de la localité pourrait également dériver du mot turc « aba » signifiant « père ».

### Héraldique
Les armoiries d'Abaliget sont constituées d'un écu triangulaire de champ d'argent. Dans sa partie inférieure, une fasce ondée d'azur symbolise l'eau, surmontée d'un tertre de sinople à trois collines.
Sur le champ d'azur, un portail de grotte cintré de sable s'ouvre sur la colline centrale, orné en haut et en bas de stalactites et stalagmites d'argent.
Dans la partie supérieure de l'écu, sur les collines latérales, se tient une aigle de sable aux ailes déployées, aux pattes et bec de gueules, regardant vers la droite (dextre héraldique).
Sous l'écu flotte un ruban d'or en arc de cercle, terminé par une queue d'hirondelle à triple découpe, portant l'inscription « ABALIGET » en lettres capitales de sable, encadrée de deux points décoratifs noirs.

## Histoire
Abaliget est considérée comme une localité d'origine celtique. Durant la période ottomane, la population diminua considérablement et, au cours des guerres de libération, le village finit par être entièrement dépeuplé. 
La commune fut repeuplée à partir de 1748, d'abord par des Hongrois, puis par des Allemands. En 1910, sur une population de 727 habitants, 551 étaient Allemands et 176 Hongrois. Après la Seconde Guerre mondiale, la majorité des habitants d'origine allemande furent expulsés, si bien qu'en 2001, seuls 5 habitants se déclaraient encore de nationalité allemande.

## Population

### Minorités culturelles et religieuses
Lors du recensement de 2011, 83,9 % des habitants d'Abaliget se déclaraient Hongrois, tandis que 14,4 % s'identifiaient comme Roms. Des minorités plus restreintes comprenaient les Allemands (4,8 %), les Polonais (0,5 %), les Croates (0,2 %) et les Roumains (0,2 %). Une proportion de 14,9 % des habitants n'a pas souhaité déclarer son appartenance ethnique.
Concernant la répartition religieuse en 2011, la majorité des habitants étaient catholiques romains (55,4 %), suivis des réformés (4 %), des catholiques grecs (1,7 %) et des luthériens (0,3 %). Environ 9,5 % de la population se déclaraient sans religion, tandis que 28,1 % n'ont pas répondu à cette question.
En 2022, la proportion de personnes s'identifiant comme Hongrois a augmenté à 93,2 %, tandis que 10 % des habitants se déclaraient Allemands et 8,6 % Roms. De plus petites communautés incluaient des Croates (0,3 %), des Polonais (0,3 %), des Bulgares (0,2 %) et des Serbes (0,2 %). Environ 5,9 % de la population s'identifiait à une autre nationalité étrangère, et 6,3 % n'ont pas répondu.
Sur le plan religieux, en 2022, 44,9 % des habitants étaient catholiques romains, 1,7 % réformés, 0,8 % luthériens, 0,3 % catholiques grecs et 0,3 % affiliés à d'autres confessions chrétiennes. Environ 11,1 % de la population se déclaraient sans religion, tandis que 39,7 % n'ont pas souhaité répondre.

## Équipements

### Réseaux extra-urbains
Par la route, Abaliget est accessible depuis Pécs via la route 6604 et depuis Orfű par la route 6611. La partie occidentale de son territoire administratif est traversée par la route 6601, qui relie la route nationale 66 à la route nationale 6 entre Oroszló et Szentlőrinc. Le transport en commun par la route est assuré par les autobus de Volánbusz.
La localité est également desservie par la ligne ferroviaire Budapest–Pécs. La gare, distante d’environ 3,5 kilomètres du centre du village, est accessible via la route secondaire 66 304, qui se détache de la 6601.

## Jumelages
| Ville | Ville      | Pays | Pays      |
| ----- | ---------- | ---- | --------- |
|       | Dannenfels |      | Allemagne |
|       | Knonau     |      | Suisse    |
|       | Sievi      |      | Finlande  |